# Bayreuther Hütte
Die Bayreuther Hütte ist eine Schutzhütte der Sektion Bayreuth des Deutschen Alpenvereins. Sie liegt auf einer Höhe von 1576 m ü. A. oberhalb der Ortschaften Münster und Kramsach im Rofangebirge in Tirol. Von dort aus hat man Ausblicke auf das Inntal, das Zillertal und das Alpbachtal. Sie ist der Stützpunkt für Wanderungen zu den umliegenden Gipfeln und für Klettertouren. In unmittelbarer Nähe (5 Minuten) der Hütte befindet sich ein neu sanierter Klettergarten, der auch für Anfänger geeignet ist (Schwierigkeitsgrad 4–6).

## Geschichte
Im Jahre 1908 wurde die Hütte als private Rofanhütte erbaut. Am 26. April 1926 kaufte sie die Sektion Bayreuth des DuOeAV. Später wurde die Rofanhütte in Bayreuther Hütte umbenannt. 1945 wurde die Hütte als deutsches Eigentum beschlagnahmt und unter die Treuhandschaft des Österreichischen Alpenvereins gestellt. 1955 gab man die Hütte der Sektion Bayreuth in Unterpacht zur Betreuung. Am 16. Juni 1956 wurden sämtliche Liegenschaften an die Sektion Bayreuth zurückgegeben.
1995 beschloss die Sektion eine regenerative Energieversorgung für die Hütte. Eine Photovoltaikanlage und eine thermische Solaranlage wurden angeschafft und eingebaut. 25 Quadratmeter Module wandeln die Sonnenenergie in elektrischen Strom um, 12 Akkumulatoren speichern die Energie. Bei Schlechtwetterperioden können so bis zu fünf Tage überbrückt werden. Mit dieser Solaranlage wird eine Dieseleinsparung von 90 % erzielt.
Der Transport von Gütern und Lebensmitteln wurde anfangs mit Mulis durchgeführt, später mit Tragepferden. Es folgten Karetten, ein Traktor und seit 1972 kann der Pächter mit dem Auto hinauffahren.

## Zugänge
- von Kramsach (519 m), Gehzeit: 2½ Stunden
- von Münster (535 m), Gehzeit: 2¾ Stunden
- auf der neuen Forststraße (für Autoverkehr gesperrt), Gehzeit: 3¼ Stunden
- von der Bergstation Sonnwendjochbahn (stillgelegt) (1785 m), Gehzeit: 1½ Stunden

## Tourenmöglichkeiten

### Übergänge zu Nachbarhütten
- Erfurter Hütte
  - über Sonnwendbühelalm, Scherbenstein-Alm und Krahnsattel, Gehzeit: 3–4 Stunden
  - über Sonnwendjoch, Sagzahn und Gruber Lake, Gehzeit: 3–4 Stunden
- Markgatterl (1911 m) Anger Alm oder Ampmoosboden über Schmalzlausenalm und Steinberg, Gehzeit: 4–5 Stunden

### Gipfelbesteigungen
- Vorderes Sonnwendjoch (2224 m), Gehzeit: 1½ Stunden
- Sagzahn (2228 m), Gehzeit: 1¾ Stunden
- Rofanspitze (2259 m), Gehzeit: 2¼ Stunden
- Roßkogel (1940 m), Gehzeit: 1½ Stunden
- Haidachstellwand (2192 m), Gehzeit: 3 Stunden